# Siège du Parlement de Guyana
Le siège du Parlement de Guyana (en anglais : Parliament Building) est un bâtiment public de Georgetown au Guyana qui abrite l'Assemblée nationale.

## Histoire
Conçu par l'architecte Joseph Hadfield, l'édifice est construit entre 1829 et 1834 pour abriter la Court of Policy, organe législatif de la Guyane britannique, qui est remplacé par le Conseil législatif en 1928.
Il abrite ensuite la législature bicamérale en 1961, puis la Chambre d'assemblée en 1964 et enfin l'Assemblée nationale du Guyana depuis l'indépendance en 1966.

## Situation

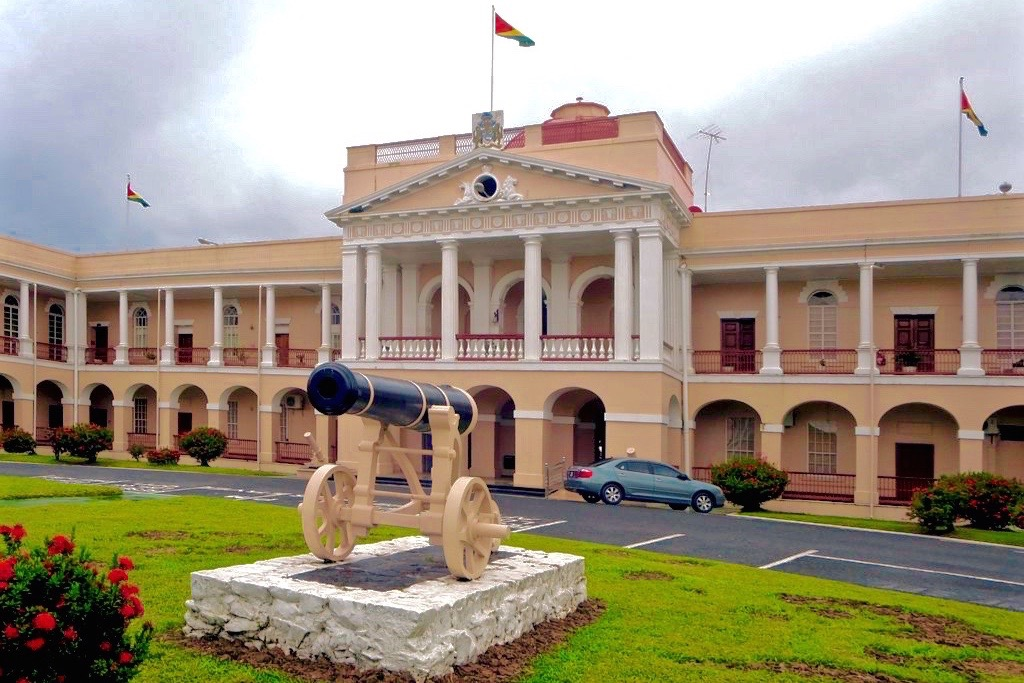
Siège du Parlement de Guyana depuis sa cour.

Le bâtiment s'élève dans l'ouest de la ville, près de l'embouchure du Demerara, entre Brickdam Street au nord, Lombard Street à l'est, Hadfield Street au sud et Water Street à l'ouest.